# 스코어족
스코어족은 파푸아뉴기니의 산다운 주에서 약 7000명이 사용하는 언어들의 어족이며, 일부 화자들은 국경 너머 인도네시아의 파푸아 주에도 거주한다. 스코어는 뉴기니에서 흔치 않은 성조를 갖고 있는데, 예로 바니모어는 고, 중, 저의 3성을 갖고 있다.

## 계통
스코어족의 계통은 현재도 논쟁의 대상이다.

### 1975년레이코크
스코어족은 1912년 G. 프레데리치가 처음 제안하였다. 레이코크는 바니모와 크리사의 두 분류를 제안했다.
- 바니모어파
- 크리사어파

### 2005년로스
맬컴 로스는 크리사어파의 구분을 버리고 다음과 같이 분류하였다:
- 이사카어 (크리사)
- 바루푸어
- 푸아리어
- 라우오어
- 우오모어
- 바니모어파: 스코어, 레이트레어, 상케어, 우퉁어, 바니모어, 두수르어

### 2002년도너휴
마크 도너휴는 지역전 분포에 따라 매크로-스코 연계 분류를 제시했다. 용어의 차이에도 불구하고 거론된 언어는 같다.
- 이사카어
- 스코-세라-피오레 연계
  - 피오레 강: 노리어, 바루푸어
  - 세라 고지
    - 푸아레어
    - 라우오-메인 세라: 라우오, 우오모

  - 스코 (바니모) 제어
    - 스코어
    - 동부 스코어/바니모
      - 레이트레어
      - 서해안 스코어
        - 국경지대 스코어: 냐오, 우퉁
        - 바니모어: 두모어, 두수르어

## 대명사
재구성된 스코조어의 대명사는 다음과 같다
| 나   | *na | 우리        | *ne |
| 너   | *me | 너희들      | ?   |
| 그   | *ka | 그들 (남성) | *ke |
| 그녀 | *bo | 그들 (여성) | *de |

## 같이 보기
- 파푸아 제어